# Marta Kisiel
Marta Kisiel-Małecka (ur. 18 października 1982 we Wrocławiu) – polska pisarka fantasy i tłumaczka, z wykształcenia polonistka.
Zadebiutowała opowiadaniem Rozmowa dyskwalifikacyjna na łamach internetowego magazynu literackiego „Fahrenheit” nr 53/2006. Później publikowała swoje krótkie teksty w czasopiśmie Science Fiction, Fantasy i Horror, antologiach i zbiorze opowiadań Pierwsze słowo.
W 2010 roku wydawnictwo Fabryka Słów opublikowało jej pierwszą książkę Dożywocie w serii wydawniczej „Asy Polskiej Fantastyki”. Później publikowała w wydawnictwach Uroboros, Wilga i W.A.B., w 2022 związała się z Wydawnictwem Mięta.
Tworzy głównie fantastykę, jednak opublikowany w 2021 roku nakładem Wydawnictwa W.A.B. Dywan z wkładką jest jej pierwszym kryminałem.
W 2021 napisała opowiadanie Czort i żaba do antologii Wszystkie kolory świata, której dochód ze sprzedaży ma być przeznaczony na wsparcie psychologiczne dzieci i młodzieży.
Członkini grupy literackiej Harda Horda. Fani autorki określają ją słowem „ałtorka”.

## Twórczość literacka

### Powieści
| Tytuł        | Wydawnictwo       | Rok publikacji |
| ------------ | ----------------- | -------------- |
| Dożywocie    | Fabryka Słów      | 2010           |
| Dożywocie    | Uroboros          | 2015, 2017     |
| Dożywocie    | Wydawnictwo Mięta | 2022           |
| Siła niższa  | Uroboros          | 2016           |
| Siła niższa  | Wydawnictwo Mięta | 2023           |
| Oczy uroczne | Uroboros          | 2019           |
| Oczy uroczne | Wydawnictwo Mięta | 2023           |

| Tytuł                             | Wydawnictwo       | Rok publikacji |
| --------------------------------- | ----------------- | -------------- |
| Małe Licho i tajemnica Niebożątka | Wydawnictwo Wilga | 2018           |
| Małe Licho i anioł z kamienia     | Wydawnictwo Wilga | 2019           |
| Małe Licho i lato z diabłem       | Wydawnictwo Wilga | 2020           |
| Małe Licho i babskie sprawki      | Wydawnictwo Wilga | 2021           |
| Małe Licho i krok w nieznane      | Wydawnictwo Mięta | 2022           |

| Tytuł      | Wydawnictwo       | Rok publikacji |
| ---------- | ----------------- | -------------- |
| Nomen omen | Uroboros          | 2014, 2019     |
| Nomen omen | Wydawnictwo Mięta | 2022           |
| Toń        | Uroboros          | 2018           |
| Toń        | Wydawnictwo Mięta | 2024           |
| Płacz      | Uroboros          | 2020           |

| Tytuł           | Wydawnictwo        | Rok publikacji |
| --------------- | ------------------ | -------------- |
| Dywan z wkładką | Wydawnictwo W.A.B. | 2021           |
| Dywan z wkładką | Wydawnictwo Mięta  | 2023           |
| Efekt pandy     | Wydawnictwo W.A.B. | 2021           |
| Efekt pandy     | Wydawnictwo Mięta  | 2025           |
| Zawsze coś      | Wydawnictwo Mięta  | 2023           |

| Tytuł      | Wydawnictwo       | Rok publikacji |
| ---------- | ----------------- | -------------- |
| Nagle trup | Wydawnictwo Mięta | 2022           |
| Wtem denat | Wydawnictwo Mięta | 2023           |

| Tytuł                           | Wydawnictwo       | Rok publikacji |
| ------------------------------- | ----------------- | -------------- |
| Mała draka w fińskiej dzielnicy | Wydawnictwo Mięta | 2024           |

### Zbiory opowiadań
| Tytuł         | Wydawnictwo       | Rok publikacji | Zawartość |
| ------------- | ----------------- | -------------- | --- |
| Bazyl i Licho | Wydawnictwo Mięta | 2022           | - Gilaj czorta! - Licho świętuje wiosnę - Czort zwodzony - Kiedy Licho nie śpi - Dziw nad dziwy - Nuuudaaa - Bazyl ma katar - Licho robi święta |

| Tytuł          | Wydawnictwo | Rok publikacji | Zawartość |
| -------------- | ----------- | -------------- | --- |
| Pierwsze słowo | Uroboros    | 2018           | - Rozmowa dyskwalifikacyjna - Katábasis - Dożywocie - Nawiedziny - Przeżycie Stanisława Kozika - Jadeit - Miasto motyli i mgły - W zamku tej nocy… - Szaławiła - Cały Świat Dawida - Pierwsze słowo |

### Opowiadania
| Tytuł                       | Miejsce publikacji                                                         | Rok pierwszej publikacji | Uwagi |
| --------------------------- | -------------------------------------------------------------------------- | ------------------------ | ----- |
| Rozmowa dyskwalifikacyjna   | Fahrenheit 53/2006                                                         | 2006                     |       |
| Rozmowa dyskwalifikacyjna   | zbiór opowiadań Pierwsze słowo, Uroboros 2018                              | 2006                     |       |
| Dożywocie                   | antologia Kochali się, że strach, Fabryka Słów 2007                        | 2007                     | [ a ] |
| Dożywocie                   | zbiór opowiadań Pierwsze słowo, Uroboros 2018                              | 2007                     | [ a ] |
| Przeżycie Stanisława Kozika | Science Fiction, Fantasy i Horror 5 (44)/2009                              | 2009                     |       |
| Przeżycie Stanisława Kozika | zbiór opowiadań Pierwsze słowo, Uroboros 2018                              | 2009                     |       |
| Nawiedziny                  | antologia Nawiedziny, Fabryka Słów 2009                                    | 2009                     |       |
| Nawiedziny                  | zbiór opowiadań Pierwsze słowo, Uroboros 2018                              | 2009                     |       |
| W zamku tej nocy...         | Science Fiction, Fantasy i Horror 4 (78)/2012                              | 2012                     |       |
| W zamku tej nocy...         | zbiór opowiadań Pierwsze słowo, Uroboros 2018                              | 2012                     |       |
| Szaławiła                   | II wydanie Dożywocia, Uroboros 2017                                        | 2017                     |       |
| Szaławiła                   | ebook, Uroboros 2017                                                       | 2017                     |       |
| Szaławiła                   | zbiór opowiadań Pierwsze słowo, Uroboros 2018                              | 2017                     |       |
| Szaławiła                   | II wydanie Oczu urocznych, Wydawnictwo Mięta 2023                          | 2017                     |       |
| Szaławiła                   | ebook, Wydawnictwo Mięta 2023                                              | 2017                     |       |
| Jawor                       | antologia Harda Horda, SQN 2019                                            | 2019                     |       |
| Idzie, powtarzał wiatr      | antologia Harde Baśnie, SQN 2020                                           | 2020                     |       |
| Czort i żaba                | antologia Wszystkie kolory świata, Agora 2021                              | 2021                     | [ b ] |
| Present Perfect             | Pismo. Magazyn opinii, wydanie specjalne Wokół jutra nr 1/21               | 2021                     |       |
| Inkluzja                    | antologia Niezwyciężone. Antologia opowiadań science fiction, EmpikGo 2021 | 2021                     | [ c ] |
| Stadium martwoty            | antologia Tarnowskie Góry. Miejskie opowieści, Almaz 2022                  | 2022                     |       |
| Toten Räume                 | III wydanie Nomen Omen, Wydawnictwo Mięta 2022                             | 2022                     |       |
| Toten Räume                 | ebook, Wydawnictwo Mięta 2022                                              | 2022                     |       |
| Jak długo trawi lew?        | antologia Cztery pory magii, SQN 2023                                      | 2023                     |       |
| Kukuk                       | antologia Kwiat paproci i inne legendy słowiańskie, Wydawnictwo Mięta 2023 | 2023                     |       |
| Kukuk                       | ebook, Wydawnictwo Mięta 2023                                              | 2023                     |       |
| Ziemia                      | antologia Cztery żywioły magii, SQN 2024                                   | 2024                     |       |
| Hej, kolęda                 | antologia Harde Bestie, SQN 2024                                           | 2024                     |       |
| Echo                        | II wydanie Toni, Wydawnictwo Mięta 2024                                    | 2024                     |       |
| Echo                        | ebook, Wydawnictwo Mięta 2024                                              | 2024                     |       |

### Przekłady na języki obce
| Utwór                             | Język przekładu | Tłumaczenie    | Tytuł przekładu                            | Wydawca                   | Rok publikacji |
| --------------------------------- | --------------- | -------------- | ------------------------------------------ | ------------------------- | -------------- |
| Dożywocie (opowiadanie)           | angielski       | Kate Webster   | For Life w: The Big Book of Modern Fantasy | Penguin Random House      | 2020           |
| Małe Licho i tajemnica Niebożątka | rosyjski        | Irina Adelheim | Страшно и смешно. Божейка и его тайна      | Strecoza Publishing House | 2021           |
| Małe Licho i tajemnica Niebożątka | bułgarski       | Milena Mileva  | Божко и Лошко                              | EMAS                      | 2021           |
| Małe Licho i anioł z kamienia     | rosyjski        | Irina Adelheim | Страшно и смешно. Божейка и каменный ангел | Strecoza Publishing House | 2021           |

## Tłumaczenia
| Autor                         | Tytuł polski                                                                 | Tytuł oryginalny                                                                                              | Wydawnictwo              | Rok publikacji | Uwagi |
| ----------------------------- | ---------------------------------------------------------------------------- | --- | ------------------------ | -------------- | ----- |
| antologia, red. Stephen Jones | Wielka Księga Horroru, tom 1                                                 | The Mammoth Book of Best New Horror 18                                                                        | Fabryka Słów             | 2010           |       |
| antologia, red. Stephen Jones | Wielka Księga Horroru, tom 2                                                 | The Mammoth Book of Best New Horror 18                                                                        | Fabryka Słów             | 2010           |       |
| Jim Thompson                  | Z piekła rodem                                                               | A Hell of a Woman                                                                                             | C&T                      | 2010           |       |
| Jim Thompson                  | Naciągacze                                                                   | The Grifters                                                                                                  | C&T                      | 2011           |       |
| Jim Thompson                  | Ślicznotka                                                                   | A Swell-Looking Babe                                                                                          | C&T                      | 2011           |       |
| Margaret Millar               | Pięknym za nadobne                                                           | Do Evil in Return                                                                                             | C&T                      | 2011           |       |
| Margaret Millar               | Gładkie słówka                                                               | The Soft Talkers                                                                                              | C&T                      | 2012           |       |
| Kelly Braffet                 | Wszelki ślad zaginął                                                         | Last Seen Leaving                                                                                             | C&T                      | 2012           |       |
| Lesley-Ann Jones              | Freddie Mercury. Biografia legendy                                           | Freddie Mercury                                                                                               | Wydawnictwo Dolnośląskie | 2012           |       |
| Libba Bray                    | MISSja Survival                                                              | Beauty Queens                                                                                                 | Wydawnictwo Dolnośląskie | 2013           |       |
| Beth Revis                    | Milion słońc                                                                 | A Million Suns                                                                                                | Wydawnictwo Dolnośląskie | 2013           | [ d ] |
| Dana Sachs                    | Tajemnica Słowiczego Pałacu                                                  | The Secret of Nightingale Palace                                                                              | Prószyński i S-ka        | 2013           |       |
| Georgia Bockoven              | Rok, który wszystko zmienił                                                  | The year everything changed                                                                                   | Prószyński i S-ka        | 2013           |       |
| Agatha Christie               | Moja podróż po Imperium                                                      | The Grand Tour                                                                                                | Wydawnictwo Dolnośląskie | 2014           |       |
| Jennifer Worth                | Zawołajcie położną                                                           | Call the Midwife                                                                                              | Wydawnictwo Literackie   | 2014           |       |
| Beth Revis                    | Cienie Ziemi                                                                 | Shades of Earth                                                                                               | Wydawnictwo Dolnośląskie | 2014           |       |
| Rebecca Jane                  | W szpilkach na tropie. Prawdziwa historia damskiej agencji detektywistycznej | The Real Lady Detective Agency. A True Story                                                                  | Wydawnictwo Literackie   | 2014           |       |
| Sue Monk Kidd                 | Czarne skrzydła                                                              | The Invention of Wings                                                                                        | Wydawnictwo Literackie   | 2014           |       |
| Brendan Reichs Kathy Reichs   | Kod                                                                          | Code | Wydawnictwo Dolnośląskie | 2015           | [ d ] |
| Sophie Hannah                 | Błąd w zeznaniach                                                            | The Telling Error                                                                                             | Wydawnictwo Literackie   | 2015           |       |
| Erin Kelly                    | Broadchurch                                                                  | Broadchurch: A Novel                                                                                          | Wydawnictwo Literackie   | 2015           |       |
| Fred Marcellino E.B. White    | Łabędzie nutki                                                               | The Trumpet of the Swan                                                                                       | Wydawnictwo Literackie   | 2016           |       |
| George Weigel                 | Miasto Świętych. Pielgrzymka po Krakowie śladami Jana Pawła II               | City of Saints: A Pilgrimage to John Paul II’s Kraków                                                         | Wydawnictwo Literackie   | 2016           |       |
| Sue Monk Kidd Ann Kidd Taylor | Podróże z owocem granatu                                                     | Traveling with Pomegranates: A Mother and Daughter Journey to the Sacred Places of Greece, Turkey, and France | Wydawnictwo Literackie   | 2016           |       |
| Agatha Christie               | Morderstwo w Orient Express                                                  | Murder on the Orient Express                                                                                  | Wydawnictwo Dolnośląskie | 2017           |       |
| Timothy D. Walker             | Fińskie dzieci uczą się najlepiej                                            | Teach Like Finland: 33 Simple Strategies for Joyful Classrooms                                                | Wydawnictwo Literackie   | 2017           |       |
| Sophie Hannah                 | Promień rażenia                                                              | Hurting Distance                                                                                              | Wydawnictwo Literackie   | 2017           |       |
| Kelly Barnhill                | Dziewczynka, która wypiła księżyc                                            | The Girl Who Drank the Moon                                                                                   | Wydawnictwo Literackie   | 2018           |       |
| Agatha Christie               | Śmierć nadchodzi jesienią                                                    | The Last Séance. Tales of the Supernatural                                                                    | Wydawnictwo Dolnośląskie | 2022           |       |

## Nagrody
Siedmiokrotnie nominowana do Nagrody im. Janusza A. Zajdla za powieści: Nomen omen (2014), Siła niższa (2016), Małe Licho i tajemnica Niebożątka (2018), Toń (2018), Małe Licho i anioł z kamienia (2019), Oczy uroczne (2019) i Płacz (2020). Dwukrotna laureatka nagrody za opowiadania: Szaławiła (2017) i Pierwsze słowo (2018), nominowana za Inkluzję (2021).
Trzykrotna laureatka Złotej Zakładki, dwukrotnie w kategorii Najzabawniejsza książka za Dożywocie (2011) i Nomen omen (2014) oraz w kategorii Najlepsza powieść fantastyczna za Nomen omen (2014).
Dwukrotna laureatka konkursu Książka Roku Polskiej Sekcji IBBY. Małe Licho i anioł z kamienia wygrało w 2019 w kategorii książki dziecięcej, a rok później Małe Licho i lato z diabłem otrzymało wyróżnienie w kategorii literackiej.
Trzykrotna laureatka plebiscytu Książka Roku Lubimyczytac.pl w kategorii Literatura dziecięca za Małe Licho i tajemnica Niebożątka (2018), Małe Licho i lato z diabłem (2020) oraz Małe Licho i krok w nieznane (2022). Nominowana w tej samej kategorii za Małe Licho i anioł z kamienia (2019) oraz Małe Licho i babskie sprawki (2021). Trzykrotnie nominowana w kategorii Literatura fantastyczna za: Siłę niższą (2016), Toń (2018) i Płacz (2020).
Małe Licho i tajemnica Niebożątka otrzymało w 2019 Nagrodę im. Ferdynanda Wspaniałego.
Toń była nominowana w 2019 do Nagrody Literackiej im. Jerzego Żuławskiego.
W tym samym roku pisarka otrzymała nominację do Nagrody Radia Wrocław Kultura „Emocje” w kategorii Literatura za Pierwsze słowo i Oczy uroczne.
Małe Licho i lato z diabłem otrzymało w 2020 wyróżnienie w XIX Konkursie „Świat Przyjazny Dziecku” w kategorii „książki dla dzieci w wieku 8–17 r. ż.” oraz nominację w pierwszej edycji konkursu Literacka Podróż Hestii.